# Klaus Ridder (Germanist)
Klaus Ridder (* 1957) ist ein deutscher Germanist.

## Leben
Das Studium der Germanistik, Geschichtswissenschaft und Pädagogik an der Universität Paderborn und an der Universität Marburg schloss er 1984 mit dem Magisterexamen in Marburg ab. Nach der Promotion 1989 in Marburg und der Habilitation 1996 in Paderborn folgte er 2000 dem Ruf auf eine Universitätsprofessur für Deutsche Philologie an der Universität Regensburg und 2002 auf den Lehrstuhl für Deutsche Philologie an der Universität Tübingen. Im Herbst 2024 ging er in den Ruhestand.

## Schriften (Auswahl)
- Jean de Mandevilles „Reisen“. Studien zur Überlieferungsgeschichte der deutschen Übersetzungen des Otto von Diemeringen. München 1991, ISBN 3-7608-3399-3.
- Mittelhochdeutsche Minne- und Aventiureromane. Fiktion, Geschichte und literarische Tradition im späthöfischen Roman: „Reinfried von Braunschweig“, „Wilhelm von Österreich“, „Friedrich von Schwaben“. Berlin 1998, ISBN 3-11-015414-5.
- als Herausgeber: Lancelot. Der mittelhochdeutsche Roman im europäischen Kontext. Niemeyer, Tübingen 2007, ISBN 978-3-484-64036-8.
- als Herausgeber: Fastnachtspiele. Weltliches Schauspiel in literarischen und kulturellen Kontexten. Tübingen 2009, ISBN 978-3-11-023016-1.
- als Herausgeber mit Steffen Patzold: Die Aktualität der Vormoderne. Epochenentwürfe zwischen Alterität und Kontinuität. Berlin 2013, ISBN 3-05-006397-1.
- als Herausgeber: Wolframs Parzival-Roman im europäischen Kontext (= Wolfram-Studien, Bd. 23). Schmidt, Berlin 2014, ISBN 978-3-05-315532-3.
- als Herausgeber mit Cécile Lignereux, Stéphane Macé, Steffen Patzold: Vulnerabilität / La vulnérabilité. Mohr Siebeck, Tübingen 2020, (=Bedrohte Ordnungen, Bd. 13), ISBN 978-3-16-157676-8.
- als Mitherausgeber: Religiöses Wissen im mittelalterlichen und frühneuzeitlichen Schauspiel. Schwabe, Berlin 2021, ISBN 978-3-7574-0022-4.
- als Mitherausgeber: Rosenplütsche Fastnachtspiele. Edition und Kommentar von Nürnberger Spieltexten des 15. Jahrhunderts (einschließlich der Fastnachtspiele in der Handschrift Dresden, SLUB, Mscr.Dresd.M.183). Schwabe, Berlin 2023, ISBN 978-3-7574-0024-8.
- als Herausgeber mit Hans-Joachim Ziegeler: Deutsche Versnovellistik des 13. bis 15. Jahrhunderts (DVN). Einleitungsband. Schwabe, Basel 2024, ISBN 978-3-7574-0004-0.